# بازار رضا
بازار امام رضا که به طور خلاصه با نام بازار رضای مشهد شناخته میشود در دوران پهلوی دوم محمدرضا شاه و در سال ۱۳۵۵ توسط آرشیتکت معروف مهندس داریوش بوربور طراحی، و زیر نظر او ظرف یازده ماه به صورت فورس ماژور('''فورس ماژور، به معنی خاص، حادثه‌ای است ناشی از نیروهای طبیعی، غیرقابل پیش‌بینی و غیرقابل اجتناب''') ساخته شد.با توجه به حجم زیاد توریست‌ها و زائران شهر مشهد، تجارت در این شهر از گذشته رونق فراوانی داشته‌است. از جمله مراکز تجاری این شهر، می‌توان به بازار رضا اشاره کرد. این بازار یکی از مهم‌ترین مراکز خرید زائرین و گردشگران به‌شمار می‌آید.این بازار را یک شاپینگ یا مال و مرکز خرید نمی توان تلقی کرد زیرا مانند بسیاری از بازارهای ایران دارای بافت سنتی و ساده است. این بازار در منطقه ۸ مشهد که به ثامن نیز معروف است در نزدیکی حرم علی بن موسی الرضا قرار دارد. 
مجتمع بازار رضا در نزدیکی مجموعه اماکن رضوی، در ضلع شرقی خیابان امام رضا واقع شده و با ساختار سنتی و مغازه‌های متعدد، محل خرید و فروش و تجارت زائران و مسافران و مجاوران (اهالی مشهد) است. این بازار در دو طبقه احداث شده‌است، در طبقه دوم آن کارگاه‌های کوچک صنایع دستی، طلاکاری، انگشترسازی، فیروزه تراشی و گلدوزی ایجاد شده‌است.
این بازار با وجود گذشت حدود چهل سال از انقلاب ۱۳۵۷، بافت سنتی خود را حفظ کرده است. اگرچه بافت های نیمه-مدرنیته و به طور اندک مدرنیته با حفظ اصول کلی معماری ایرانی-اسلامی در بعضی از نواحی و مغازه های بازار رضا یافت می شوند. 
برخی از افراد که چیزهای زیادی را به بُعد تمسخر گرفته اند. نام این بازار را به دلیل گران‌فروشی های تکذیب شده و سوءاستفاده بازاریان از مردم به خصوص زائران و تقلب و کم‌فروشی که البته بیشتر طبق گفته: مقامات ایرانی و تیم مدیریت بازار، هیچ ریشه و مبنایی نداشته و ندارند نام آن را به جای بازار رضا، بازار دزدها گذاشته اند! این بدنامی حتی در سرتاسر ایران و خراسان فرا رفته است. علاوه بر این شایعات کلامی که تقریباً دو کلمه شبیه به هم تاحدودی هستند. این تمسخر، به قول رسانه های داخلی جمهوری اسلامی ایران هتک حرمت بزرگی به نام و آوازه امام هشتم شیعیان یعنی رضا به جهت شباهت اسمی بین دو نام است. 
۲۰ بهمن ۱۴۰۰ بلندگوهای بازار رضا مشهد هک شد و شعار «مرگ بر خامنه‌ای، لعنت بر خمینی» از آن پخش شد.

## اطلاعات و آمار

### مشخصات کالبدی[۱۰]
زیر بنای سطح مغازه‌ها =۲۳۶۸ مترمربع بدون احتساب تأسیسات و راهروهای بازار

تعداد واحدهای تجاری=۱۷۱۱ واحد

تعداد طبقات =۲ طبقه -همکف و فوقانی

### مشخصات بنا و واحدهای تجاری[۱۰]
طول بازار =۹۶۰متر

عرض بازار=۳۳متر

هر بازار در طبقه همکف شامل ۱۰۰ باب مغازه ۱۰ متر مربعی

هر بازار در طبقه فوقانی شامل ۵۶ باب مغازه ۵ متر مربعی و ۶۴ باب مغازه ۱۰متر مربعی

هر بازار دارای ۷عدد هشتی است که در طبقه همکف ۴۰باب مغازه ۷ یا ۸ متر مربعی و در طبقه فوقانی ۱۶ باب مغازه ۷ یا ۸ مترمربعی

### تأسیسات برودتی و حرارتی[۱۰]
در داخل واحدهای تجاری با استفاده از فن کویل سرما و گرما تأمین می‌شود و هر بازار مجهز به ۲ موتور خانه تأسیسات می‌باشد.

### تأسیسات ساختمانی[۱۰]
سیستم تأمین سرمایش و گرمایش واحدهای تجاری: فن کویل سقفی

سیستم تولید سرمایش و گرمایش :چیلر جذبی شعله مستقیم

فضاهای جانبی: نمازخانه - سرویس‌های بهداشتی - مرکز اطلاعات

## هک بلندگوها
روز ۲۰ بهمن ۱۴۰۰ بلندگوهای بازار رضا هک شد و به مدت طولانی از آن شعارهای «مرگ بر خامنه‌ای، درود بر رجوی»، «مرگ بر ستمگر، چه شاه باشه چه رهبر» و «مرگ بر خامنه‌ای، لعنت بر خمينی، درود بر مجاهد» و ترانه سرود «برپا‌خیز از جا کن بنای کاخ دشمن...» پخش شد.

## توضیحات
همزمان با تخریب اطراف فلکه حرم رضوی (سال ۱۳۵۴ ش)، کار احداث بازار رضا شروع و در سال‌های نخست دهه پنجاه پایان یافت. تعدادی از حجره‌های بازار رضا به مغازه‌دارهایی که در طرح توسعه قرار گرفته بودند واگذار شد.
بازار رضا به فاصله کم در جنوب شرقی اماکن متبرکه و از ضلع شرقی میدان بیت‌المقدس (فلکه آب) تا میدان ۱۷ شهریور کشیده شده و دارای دو رشته ساختمان دو طبقه با دو دالان موازی مسقف و ۱۷ چهارسوق و ۱۱ سراست که حد فاصل دو خیابان به عرض ۳۰ متر و طول ۸۰۰ متر احداث شده و دارای حدود ۷۲۰۰۰ متر زیربناست. ۴۳۰۰۰ متر از این زیر بنا در بازار رضا و ۲۹۰۰۰ متر آن در سراهای جنبی واقع شده و جمعاً دارای ۲۰۹۶ باب مغازه و حجره در مساحت‌های مختلف است. تعداد ۱۰۰۸ باب مغازه دربازار رضا و ۱۰۸۴ باب حجره در ۱۱ سرا قرار دارد که از داخل به یکدیگر مرتبط می‌باشند.
بازار رضا دارای دو ورودی و خروجی اصلی در میدان بیت‌المقدس (فلکه آب) و میدان ۱۷ شهریور است. و طول بازار در دو دالان و دو طبقه جمعاً حدود ۳ کیلومتر است و درازای هر بازار ۷۵۰ متر می‌باشد.
دربازار رضا که بزرگترین مرکز خرید مسافران و زائران به‌شمار می‌آید، انواع اجناس و سوغات، از قبیل انگشترهای عقیق و فیروزه و طلا و نقره و همچنین انواع عطریات، زعفران، نبات، پوستین، مهر و سجاده و تسبیح، لباس، بدلیجات و… به فروش می‌رسد.
بازار رضا به دلیل نزدیکی به حرم رضوی از مراکز دیدنی مشهد به‌شمار می‌آید و مورد توجه و بازدید اهالی مشهد و زائران و مسافران قراردارد.
تا پایان سال ۱۳۹۰ کار ساخت پارکینگ مکانیزه برجی برای این بازار به پایان خواهد رسید.